# Tumba (Tesalónica)
Tumba (en griego, Τούμπα) es un distrito residencial situado en el este de la localidad de Tesalónica, en Grecia, donde hay un importante yacimiento arqueológico de primer orden.

## Arqueología
Tumba obtuvo su nombre de la colina homónima de Tumba. Su nombre se debe a que por su forma de túmulo se creía que el lugar ocultaba una tumba muy importante, pero ya desde finales del siglo XIX se descubrió que en realidad se trata de un asentamiento prehistórico. La base del montículo del yacimiento arqueológico de Tumba tiene unas dimensiones de 153 x 103 m y la parte superior 81 x 42 m. 

### Edad del Bronce
Este asentamiento estuvo habitado desde la Edad del Bronce Medio (aproximadamente desde el 2150-1650 a. C.), como muestran los hallazgos de cerámica, y continuó estándolo en las siguientes fases de la Edad del Bronce. Entre los siglos XIV y XI a. C. cuando en toda el área del golfo Termaico se percibe un incremento de las relaciones comerciales con el sur de Grecia, el asentamiento de Tumba estaba ocupado por varios complejos residenciales separados por calles estrechas.
Entre los hallazgos de este periodo sobresale el denominado «edificio A», que constaba de unos 200 m² y unas 16 habitaciones, algunas de ellas destinadas a almacenamiento de alimentos en pithoi y otros recipientes, pero también se han hallado objetos relacionados con la metalurgia y adornos como cuentas y anillos.

### Edad del Hierro
Al inicio de la Edad del Hierro, las relaciones de los asentamientos del área con el sur de Grecia quedaron interrumpidas por unos tres siglos (1050-750 a. C.), pero el asentamiento de Tumba continuó siendo habitado en este periodo, aunque cambió la orientación y el tamaño de sus edificios.

### Periodos arcaico y clásico
A finales siglo VIII a. C., el establecimiento de colonias de las polis griegas en la zona del golfo Termaico condujo a un nuevo incremento de las relaciones comerciales con estas y con las ciudades jónicas de Asia Menor. Es probable que el asentamiento de este yacimiento arqueológico se identifique con la ciudad conocida en fuentes literarias como Terma. Se ha sugerido que la destrucción violenta de los edificios que se observa producida en el siglo IV a. C. fue deliberada para obligar a sus habitantes a que se trasladaran a otra ciudad recién fundada en 315 a. C: Tesalónica.
En el exterior de los límites del asentamiento se ha encontrado una necrópolis que estuvo en uso entre los siglos X y IV o III a. C.

### Historia de las excavaciones
En 1899, Theodor Makridi Bey llevó a cabo los primeros trabajos arqueológicos en Tumba, que revelaron que la colina había sido formada por sucesivos asentamientos que hubo en el lugar desde épocas prehistóricas. Durante la Primera Guerra Mundial hubo nuevos trabajos arqueológicos llevados a cabo por arqueólogos de fuerzas extranjeras británicas y francesas que estaban operando en la zona. A partir de 1984 la Universidad Aristóteles de Tesalónica fue la encargada de realizar las excavaciones en el yacimiento, en un principio bajo la dirección de Giorgos Chourmouziadis. En la actualidad, se siguen llevando a cabo trabajos arqueológicos en este yacimiento como parte de un programa de la Universidad Aristóteles de Tesalónica y supervisadas por el Eforado de Antigüedades de Tesalónica.